# Jeanne d'Arc Mujawamariya
Jeanne d'Arc Mujawamariya (née le 13 mars 1970 à Kigali) est une femme politique et diplomate rwandaise, ministre de l'Environnement depuis 2019.

## Biographie
Jeanne d'Arc Mujawamariya a obtenu un B.Sc. à l'université russe de l'Amitié des Peuples (ancien Université Patrice Lumumba) et une maîtrise en chimie de l'Université d'État de Moscou en 1997.  En 2001 elle obtient un Ph.D en chimie et physique de l'IIT Roorkee. En 2003 elle est devenue la ministre d'État pour l'Éducation primaire et secondaire, et en 2006 la ministre de l'Éducation. Elle est mariée et mère de deux enfants.
En janvier 2008, Mujawamariya a comparu devant une commission parlementaire rwandaise étudiant la présence continue de l'«idéologie de génocide» dans les écoles rwandaises.  Plusieurs membres de la commission ont critiqué Mujawamariya et Joseph Murekeraho, ministre d'État pour l'éducation primaire et secondaire, pour leurs mesures punitives insuffisantes contre les professeurs et dans la mesure où des écoles continuent à diffuser des messages de haine et de division.
De 2006 à 2009, elle est ministre de l'Éducation (formellement, la ministre de l'Éducation, de la Science, de la Technologie et de la Recherche scientifique, ou MINEDUC) puis, de 2008 à 2011, ministre de la Promotion de la famille et de l’Égalité des sexes.
Le 1er mars 2013, elle est nommée ambassadrice du Rwanda en Russie.